# Audrey McManiman
Audrey McManiman (* 24. Januar 1995 in Saint-Charles-Borromée) ist eine kanadische Snowboarderin. Sie startet in der Disziplin Snowboardcross.

## Werdegang
McManiman begann ihre Karriere in den Freestyledisziplinen. Dabei holte sie bei den Olympischen Jugend-Winterspielen 2012 in Innsbruck die Goldmedaille im Slopestyle. Bei den Juniorenweltmeisterschaften 2012 in der Sierra Nevada errang sie den 11. Platz im Slopestyle. Ihr Debüt im Snowboard-Weltcup gab sie im Februar 2012 in Stoneham, welches sie auf dem 15. Platz im Slopestyle beendete. In der Saison 2012/13 kam sie bei der Winter-Universiade 2013 in Monte Bondone auf den achten Platz in der Halfpipe sowie auf den vierten Rang im Slopestyle und bei den Juniorenweltmeisterschaften 2013 in Erzurum den 17. Platz im Slopestyle sowie den 15. Rang in der Halfpipe. Bei den Snowboard-Weltmeisterschaften 2015 am Kreischberg errang sie den 16. Platz im Slopestyle. Seit der Saison 2015/16 startet sie ausschließlich im Snowboardcross. Dabei holte sie in der Saison 2016/17 vier Siege im Nor-Am-Cup und gewann damit die Snowboardcrosswertung. In der Saison 2018/19 erreichte sie im Nor-Am-Cup mit je zwei ersten sowie dritten Plätzen und einem zweiten Rang den zweiten Platz in der Snowboardcrosswertung. Bei der Winter-Universiade 2019 in Krasnojarsk gewann sie die Bronzemedaille. In der folgenden Saison wurde sie Vierte in der Snowboardcrosswertung des Nor-Am-Cups. In der Saison 2021/22 kam sie im Weltcup fünfmal unter die ersten zehn. Dabei erreichte sie mit Platz drei auf der Reiteralm ihre erste Podestplatzierung im Weltcup und zum Saisonende den fünften Platz im Snowboardcross-Weltcup. Beim Saisonhöhepunkt, den Olympischen Winterspielen 2022 in Peking belegte sie den 11. Platz.

## Teilnahmen an Weltmeisterschaften und Olympischen Winterspielen

### Olympische Winterspiele
- 2022 Peking: 11. Platz Snowboardcross

### Snowboard-Weltmeisterschaften
- 2015 Kreischberg: 16. Platz Slopestyle
- 2023 Bakuriani: 5. Platz Snowboardcross Team, 7. Platz Snowboardcross
- 2025 Engadin: 11. Platz Snowboardcross Team, 14. Platz Snowboardcross

## Weltcup-Gesamtplatzierungen
| Saison  | Snowboardcross | Snowboardcross | Freestyle | Freestyle | Halfpipe | Halfpipe | Slopestyle | Slopestyle | Big Air | Big Air |
| Saison  | Punkte         | Platz          | Punkte    | Platz     | Punkte   | Platz    | Punkte     | Platz      | Punkte  | Platz   |
| ------- | -------------- | -------------- | --------- | --------- | -------- | -------- | ---------- | ---------- | ------- | ------- |
| 2011/12 | -              | -              | 160       | 54.       | -        | -        | 160        | 15.        | -       | -       |
| 2012/13 | -              | -              | 90        | 77.       | -        | -        | 90         | 37.        | -       | -       |
| 2013/14 | -              | -              | 230       | 73.       | 90       | 46.      | 140        | 50.        | -       | -       |
| 2014/15 | -              | -              | 540       | 26.       | -        | -        | 140        | 31.        | 400     | 11.     |
| 2017/18 | 542            | 33.            | -         | -         | -        | -        | -          | -          | -       | -       |
| 2019/20 | 330            | 22.            | -         | -         | -        | -        | -          | -          | -       | -       |
| 2020/21 | 117            | 14.            | -         | -         | -        | -        | -          | -          | -       | -       |
| 2021/22 | 275            | 5.             | -         | -         | -        | -        | -          | -          | -       | -       |
| 2022/23 | 166            | 15.            | -         | -         | -        | -        | -          | -          | -       | -       |
| 2024/25 | 209            | 12.            | -         | -         | -        | -        | -          | -          | -       | -       |